# Zay
 Ovo je glavno značenje pojma Zay. Za jezik kojim ova etnička grupa govori pogledajte Zay (jezik).
Zay su mala etnička grupa od oko 15.000 ljudi u Etiopiji. "Zay" dolazi od hebrejske riječi zajin, jednog od dvadeset i dva Božja imena. 
Zay žive na otocima jezera Zivaj, južno od Addis Abebe, a bave se uglavnom ribolovom. Oromci pripadnike ove etničke grupe nazivaju Laqi što znači  "mješač" ili "veslač". Kada su Oromci prvi put ugledali Zaye na svojim brodovima, nisu razumjeli što rade, pa su ih nazvali po pokretima koje su radili svojim veslima. 
Jezik Zay kojim govore pripada semitskoj grani porodice Afroazijskih jezika. Usko je povezan sa Silte, Harari jezikom, i jezikom Guragea kojim govori susjedna etnička grupa Gurage. Što se tiče religije, Zay pripadaju etiopskoj pravoslavnoj crkvi Tewahedo. 
Prema lokalnom tradicionalnom vjerovanju, Zayi potječu od tri različite migracije ljudi koji su naseljavali otoke jezera Zivaj između početka 9. i sredine 17. stoljeća. Vjeruje se da su Zay govorili drevnim jezikom naroda Harla.
Gospodarstvo Zaya uglavnom se temelji na poljoprivredi za osobne potrebe artizanskom ribolovu.  Zay uzgajaju kukuruz, sorghum, proso, teff, paprike i ječam, te uzgajaju stoku, koze, ovce, magarce i kokoši. Stanovnici otoka za prijevoz koriste brodove od papirusa, dok na obali koriste magarce i konje.  
Uobičajena zdravstveni problemi su malarija, šistosomijaza, proljev i respiratorne bolesti.  Ljudi Zaya uglavnom imaju ograničen pristup modernoj zdravstvenoj zaštiti i primarno se oslanjaju na ljekovito bilje, iako (kao i drugdje u zemlji) faktori okoliša i kulture prijete i ljekovitim biljkama i tradicionalnom medicinskom znanju.